# Cantone di Orotina
Il cantone di Orotina è un cantone della Costa Rica facente parte della provincia di Alajuela.

## Geografia antropica

### Suddivisioni amministrative
Il cantone  è suddiviso in 5 distretti:
- Ceiba
- Coyolar
- Hacienda Vieja
- Mastate
- Orotina